# 駒形橋

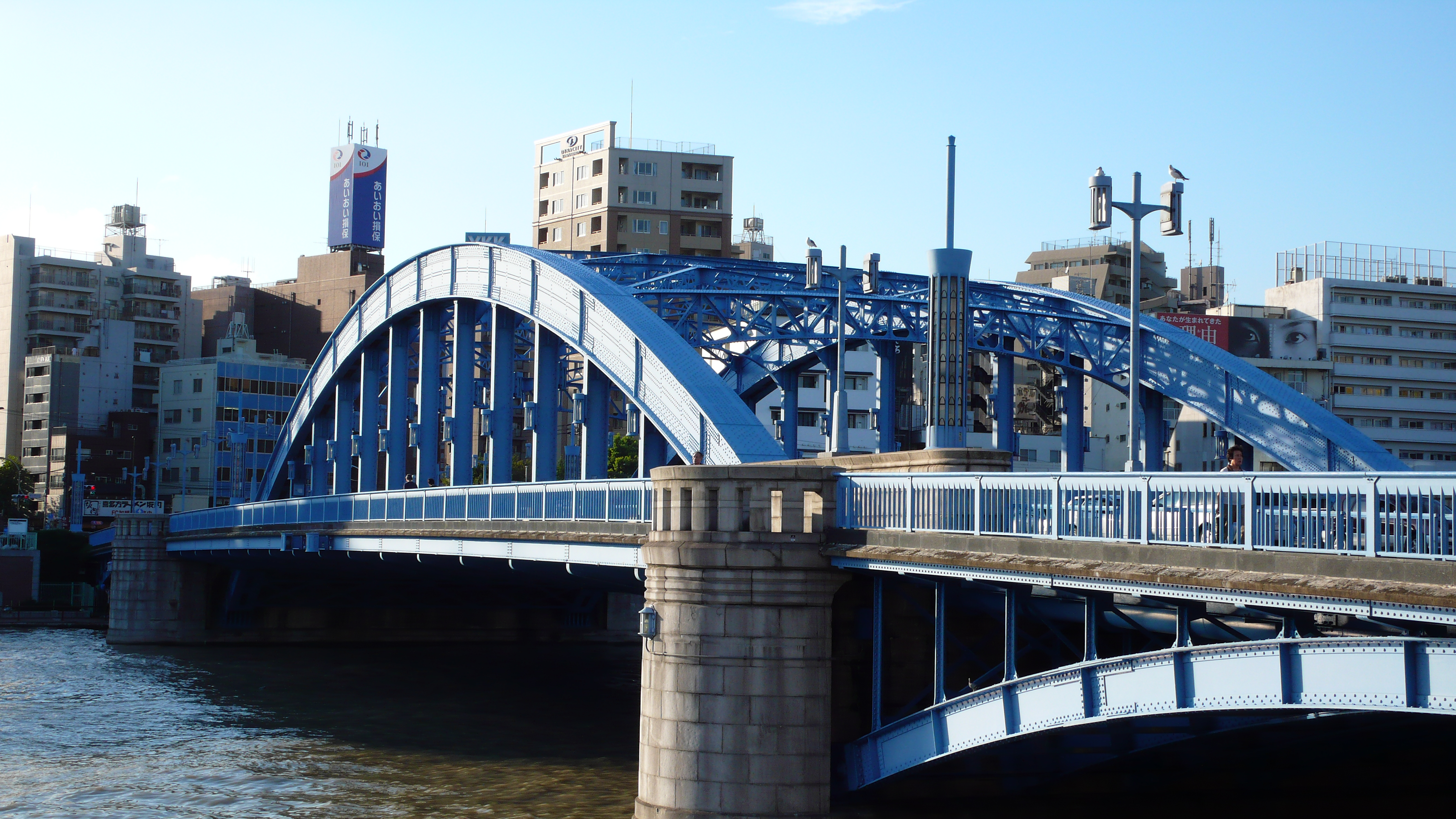
東京都墨田区から。(2007年9月)

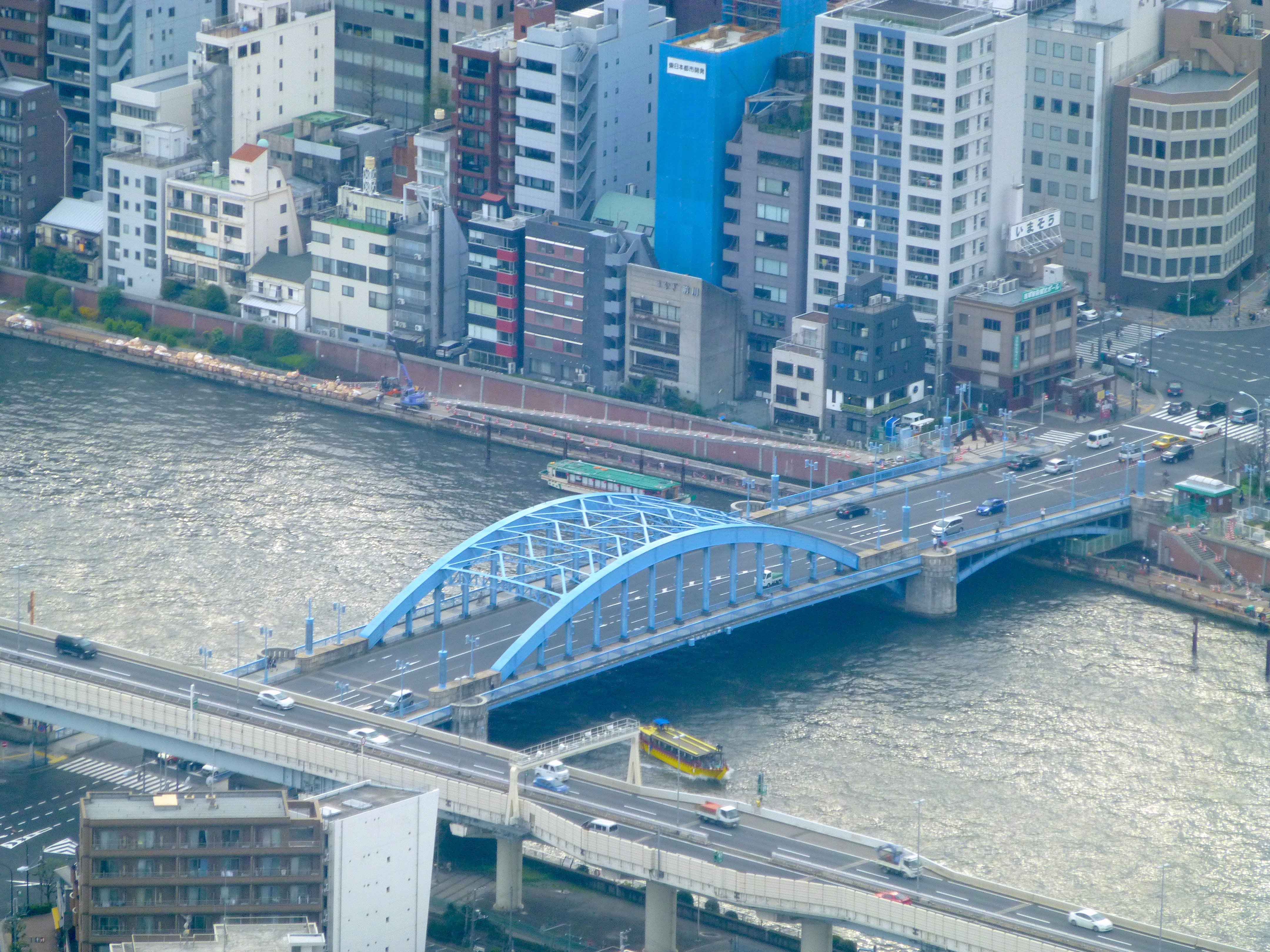
東京スカイツリーから。(2016年4月)

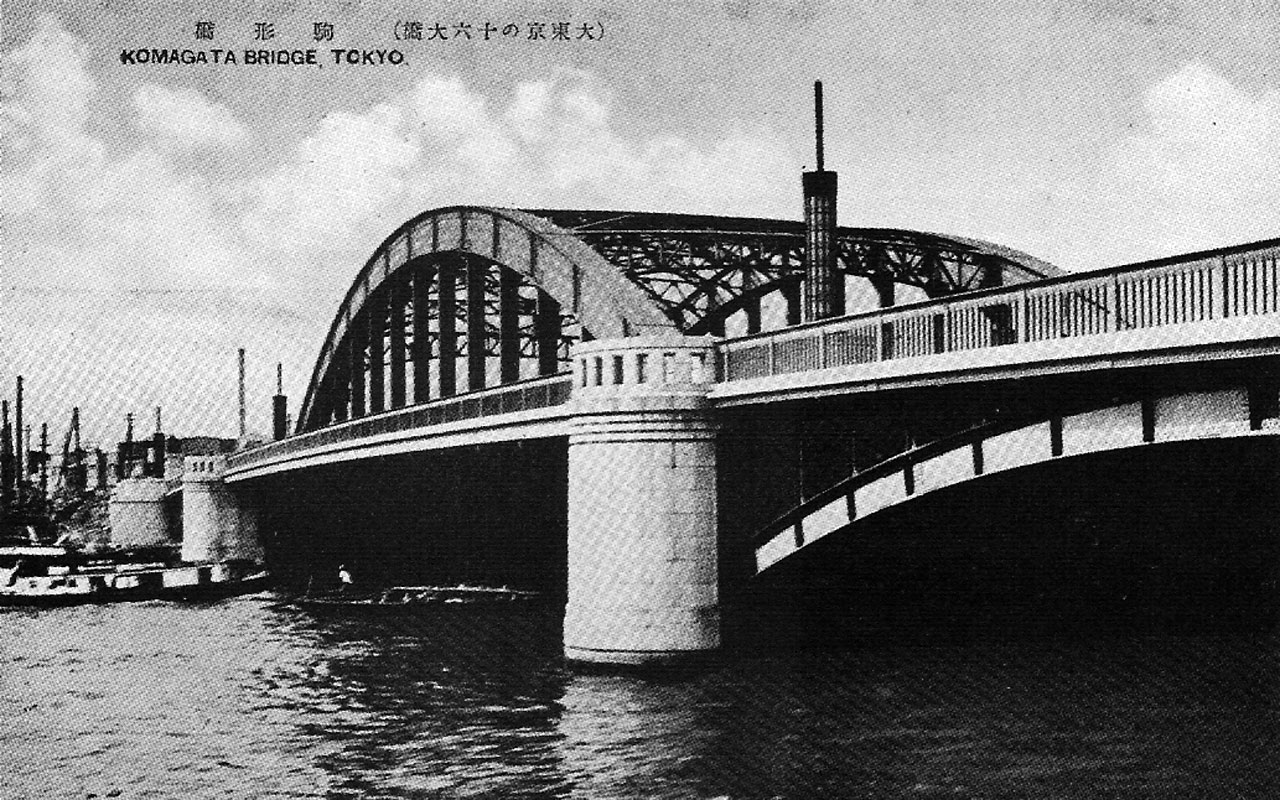
竣工当時の橋

駒形橋（こまがたばし）は、1927年（昭和2年）に竣工した隅田川にかかる東京都道463号上野月島線（浅草通り）の橋。西岸は台東区雷門二丁目、および駒形二丁目を分かち、東岸は墨田区東駒形一丁目と吾妻橋一丁目を分かつ。橋名は橋の西詰にある「駒形堂」に因む。
関東大震災後の復興計画により現在の橋がはじめて架橋された。それまでは「駒形の渡し」があった場所である。
国内で初めて本格的な鋼中路式アーチ橋であり、2024年（令和6年）9月に土木学会選奨土木遺産に認定された。

## 現在の橋の概要
- 構造形式
  - 中央径間：中路式ソリッドリブタイドアーチ橋
  - 側径間：上路式ソリッドリブアーチ橋
- 橋長：149.6 m
- 幅員：22.0 m
- 着工：1924年（大正13年）7月
- 竣工：1927年（昭和2年）6月25日
- 施工主体：東京市復興局
- 橋梁設計：岩切良助
- 橋桁制作：汽車製造

## 隣の橋
- 隅田川

（上流） - 隅田川橋梁 - 吾妻橋 - 駒形橋 - 厩橋 - 蔵前橋 - （下流）